# We Love to Entertain You
„We Love to Entertain You” – piosenka pop niemieckiego trio Monrose. Jest to 6 singel tego zespołu, ale wydany tylko w formacie digital download. Bardziej znany tytuł to „We Love”. 
Pod takim szyldem reklamuje się niemiecka stacja telewizyjna ProSieben od 2003 roku.

## Lista utworów

### Singel Digital Download
1. „We Love” [Mozart & Friends Radiomix]
2. „We Love” [J. Worthy Clubmix]